# Clanoptilus elegans
Espèce
Sous-espèces de rang inférieur
- Clanoptilus elegans var. haemorroidalis Abeille de Perrin
- Clanoptilus elegans var. purpureonotatus Pic

Synonymes
- Clanoptilus (Clanoptilus) elegans (Olivier 1790)
- Malachius elegans Olivier, 1790

Clanoptilus elegans est une espèce d'insectes coléoptères de la famille des Melyridae, de la sous-famille des Malachiinae et de la tribu des Malachiini. Elle est présente en Europe.